# Alberto Cuttin
Alberto Cuttin, nato Albrecht Kutin, (Rovereto, 15 novembre 1893 – Bolzano, 5 gennaio 1959) è stato un calciatore italiano, di ruolo centrocampista.
Cognome e nome sono stati italianizzati durante il periodo fascista ed è stato citato anche come Hermann Cuttin, Alberto Kuttin e Albert Kuttin.

## Caratteristiche tecniche
Giocatore di alta statura, iniziò come centrocampista per poi spostarsi nel ruolo di attaccante (centravanti). In seguito, nell'ultima parte della sua carriera, fu schierato da terzino, sia a destra che a sinistra.

## Carriera

### Club
Inizia l'attività sportiva da giovane nel 1913, prima dell'inizio del conflitto mondiale, seguendo alcuni compagni di scuola del Ginnasio che costituirono la "Sport Pedestre Trento" grazie all'opera del maestro Augusto Dante.
Dopo aver giocato a Bolzano passò al Savona, all'epoca in Prima Categoria, la massima serie nazionale. Alla sua prima stagione giocò nel torneo organizzato dal Comitato Regionale Ligure, disputando 10 partite su 14 e segnando 5 reti. Fu poi presente in tutte le 22 gare del girone B giocato dal Savona nel corso della Prima Divisione 1921-1922: mise a segno 12 gol.
Lasciò poi il Savona per trasferirsi al Modena: in due campionati di Prima Divisione, sempre al massimo livello nazionale, mise a referto 42 presenze, con 19 gol. Per la stagione 1924-1925 passò al Prato, in Terza Divisione. Ottenne la promozione, ricoprendo il doppio ruolo di giocatore-allenatore.
Nel corso della Seconda Divisione 1925-1926, ceduto il posto di tecnico a Maximilian Schiffmann, giocò come centravanti, segnando 17 gol in 18 partite. Spostato in difesa, giocò sia nel 1927-1928 (9 presenze) in seconda serie che nel 1928-1929, anno del primo campionato del Prato in Divisione Nazionale, cioè il primo livello del calcio italiano dell'epoca.
Il suo unico incontro corrispose al suo debutto, il 25 novembre 1928 (8ª giornata) in Legnano-Prato, in cui giocò da ala sinistra. Rimase poi nella rosa del Prato anche per la Serie B 1929-1930, fungendo da capitano.

## Palmarès

### Club

#### Competizioni regionali
- Campionato italiano di terza divisione: 1

Prato: 1924-1925